# Handisport Genève
 (septembre 2023).
Handisport Genève est un club omnisports pour personnes handicapées de Suisse.

## Historique
L'association Sport-Handicap Genève est créée le 1er août 1956 par le pasteur Hubert Grivel qui entreprend des démarches auprès du Général Henri Guisan en faveur de la création de centres médico-sportifs, afin d'offrir des activités sportives aux personnes handicapées. Par la suite, toujours sous l'impulsion d'Hubert Grivel, la Fédération Suisse des sports pour invalides est créée en 1959. Une année plus tard, l'Assurance Invalidité fédérale prévoit dans son règlement le financement de cours de sport pour handicapés, reconnaissant sa valeur d'intégration dans la vie quotidienne et professionnelle.
Sport Handicap Genève commença par proposer des cours de gymnastique aux personnes handicapées, puis du Basket-ball en fauteuil roulant à partir de 1958. Le premier match en Suisse fut disputé le 17 octobre 1959, devant près de 1 500 spectateurs, entre l'équipe genevoise et l'équipe de France. En 1960, une sélection de sportifs genevois, ainsi que quelques sportifs valaisans, forme la délégation suisse aux premiers jeux paralympiques de Rome. Des cours de tir-à-l'arc et de natation sont introduits en 1960.
En 1996, l'association change de nom pour devenir Handisport Genève.

## Palmarès
Toutes activités confondues, le club a gagné des milliers de titres et compte de nombreux médaillés olympiques[réf. nécessaire]. Le Basket-ball en fauteuil roulant fut longtemps l'activité phare de Sport-Handicap Genève, avant de céder la place au Tennis en fauteuil roulant.

## Sections
Certaines activités sont organisées en sections semi-autonomes, et l'association propose des cours dans d'autres sports, sans que ceux-ci soient organisés au sein de sections à part entière. Handisport Genève comporte aussi des sportifs individuels qui ne font pas partie d'une section. L'association comporte sept sections: Basketball, Natation, Ski alpin, Ski nautique, Tennis, Tennis de table et Voile.